# Hipoxèmia
La hipoxèmia  és una disminució anormal de la pressió parcial d'oxigen a sang arterial. No s'ha de confondre amb hipòxia, una disminució de la difusió d'oxigen en els teixits.

## Causes
Les causes de la hipoxèmia poden ser causades per diferents factors:
1. Disminució de la pressió inspirada d'oxigen (PIO₂).[2] És dependent de la pressió atmosfèrica i el contingut d'oxigen en l'aire respirat (fracció inspirada d'oxigen).
2. Hipoventilació. És una respiració deficient per ser molt superficial i/o molt lenta, causant deficiència de la funció pulmonar i sempre provoca un augment de la pressió parcial de CO₂.[3] Pot passar amb pulmons sans, com és el cas d'obstrucció per cos estrany, debilitat muscular, etc. La característica principal d'una hipoventilació no és la hipoxèmia, sinó la resultant acidosi respiratòria causada per l'increment en la pressió parcial de CO₂.
3. Difusió inadequada d'oxigen a través de l'alvèol, fonamentada en la Llei de Fick.
4. Desequilibri de la ventilació-perfusió, molt freqüent en persones amb malaltia pulmonar i insuficiència respiratòria.
5. Curtcircuit "dreta-esquerra" o shunt. Ocorre quan hi ha transferència de sang desoxigenada venosa a l'arterial oxigenada sense passar per l'intercanvi gasós alveolar.[4] És l'única hipoxèmia que no pot ser corregida amb l'administració d'oxigen al 100%.

## Efectes
La baixa concentració d'oxigen a la sang es tradueix en una deficient alliberament d'oxigen en els teixits i depenent dels òrgans involucrats, la hipòxia resultant pot causar:
- Sistema nerviós central: baix rendiment mental, incloent la memòria i l'habilitat de resoldre problemes mentals, com la matemàtica. També poden ocórrer alteracions de la personalitat i trastorns de la consciència.
- Sistema respiratori: els receptors carotidis i aòrtics estimulen, com a conseqüència d'una disminució de la concentració d'oxigen a sang, la hiperventilació i en augmentar la freqüència respiratòria s'incrementa l'oxigen sanguini.[5]